# Pecado mortal
De acuerdo a la Iglesia católica, un pecado serio, grave o mortal es la violación con pleno conocimiento y deliberado consentimiento de los mandamientos de Dios en una materia grave.Se diferencia esencialmente del pecado venial en que este hay solamente ligera desviación del camino recto que conduce a Dios, mientras que en el mortal hay aversión o alejamiento real de Dios.De acuerdo con el teólogo y moralista Antonio Royo Marín, el pecado mortal «es la transgresión voluntaria de la ley de Dios en materia grave». En este sentido, siempre supone el alejamiento voluntario de Dios como fin último. 
Un pecado mortal puede conducir a la condenación eterna si una persona no se arrepiente del pecado antes de la muerte. Se considera que un pecado es "mortal" cuando su calidad es tal que conduce a la muerte espiritual, que equivale a una separación de esa persona de la gracia salvadora de Dios. Tres condiciones deben cumplirse juntas para que un pecado sea mortal: «El pecado mortal es el pecado cuyo objeto es una materia grave y que también se comete con pleno conocimiento y consentimiento deliberado». Se podrían considerar como tales (si se cumplen las condiciones señaladas): el secuestro, el asesinato, el incesto, el robo, el adulterio, la violación, el aborto, el suicidio, entre otros. 

## Concepto
De acuerdo con la teología moral católica, el término "pecado mortal" se deriva del Nuevo Testamento de la Biblia. Específicamente, proviene de 1 Juan 5: 16–17. En este versículo, el autor de la Epístola, San Juan Evangelista, escribe que hay pecado de muerte y pecado de no muerte.
Para que un pecado sea mortal, se requieren tres condiciones:
1. Que caiga en materia grave.
2. Que se cometa con plena conciencia.
3. Que se consienta con suficiente deliberación.

El Catecismo de la Iglesia Católica define la materia grave así:

1858. La materia grave es precisada por los Diez mandamientos según la respuesta de Jesús al joven rico: “No mates, no cometas adulterio, no robes, no levantes testimonio falso, no seas injusto, honra a tu padre y a tu madre” (Mc 10, 19). La gravedad de los pecados es mayor o menor: un asesinato es más grave que un robo. La cualidad de las personas lesionadas cuenta también: la violencia ejercida contra los padres es más grave que la ejercida contra un extraño.

De acuerdo con la Iglesia Católica, ninguna persona puede comulgar o recibir la Eucaristía si se encuentra en pecado mortal:

1457 "Quien tenga conciencia de hallarse en pecado grave (pecado mortal) que no comulgue el Cuerpo del Señor sin acudir antes a la confesión sacramental a no ser que concurra un motivo grave y no haya posibilidad de confesarse; y, en este caso, tenga presente que está obligado a hacer un acto de contrición perfecta, que incluye el propósito de confesarse cuanto antes"

Además, el pecado mortal predispone al alma a la condenación eterna después de la muerte corporal:

1033 Morir en pecado mortal sin estar arrepentido ni acoger el amor misericordioso de Dios, significa permanecer separados de Él para siempre por nuestra propia y libre elección. Este estado de autoexclusión definitiva de la comunión con Dios y con los bienaventurados es lo que se designa con la palabra "infierno".

Fray Antonio Royo Marín lo complementa con cierta precisión:
Es evidente que el pecador se aparta voluntariamente de Dios al cometer un pecado mortal, aun cuando proteste interiormente que no quiere ni intenta ofender a Dios con aquella acción. Porque sabe muy bien que, independientemente de sus apreciaciones o deseos subjetivos, el orden objetivo de la moralidad establecido por Dios prohibe gravemente aquella acción, y, a sabiendas de todo ello, la realiza a pesar de todo. Esto supone, naturalmente, el alejamiento de Dios como último fin; porque, desde el momento en que el pecador prefiere y elige el placer prohibido que le proporciona el pecado a sabiendas de que es incompatible con su último fin sobrenatural, muestra con toda claridad que con mayor motivo se entregaría a ese pecado si pudiera gozar eternamente el placer momentáneo que le ofrece. Si por un instante de dicha, fugaz y pasajero, acepta la posibilidad de quedarse sin su fin sobrenatural eterno, ¡cuánto más se lanzaría a cometer ese pecado si pudiera permanecer impunemente en él durante toda la eternidad! En este sentido dice profundísimamente Santo Tomás que el pecador, al separarse de Dios, peca en su eternidad subjetiva. Y es muy justo que, si el pecador ha ofendido a Dios en su eternidad, le castigue Dios en la suya, como dice San Agustín.
Algunos pecados mortales causan la excomunión automática por la misma acción, por ejemplo la apostasía, herejía o cisma, la profanación de las especies eucarísticas y el aborto. Estos pecados mortales son tan graves que la Iglesia, por norma interna, los ha convertido en delitos (lógicamente, sin efectos judiciales). La Iglesia prohíbe que los excomulgados reciban cualquier sacramento (no solo la Eucaristía) y también restringe severamente la participación de la persona en otros actos y cargos litúrgicos de la Iglesia. Una persona excomulgada arrepentida puede hablar con un sacerdote, generalmente en un confesionario, sobre su excomunión para arreglar la remisión. La remisión no se puede negar a alguien que verdaderamente se haya arrepentido de sus acciones y que también haya hecho una reparación adecuada por los daños y escándalos o que, al menos, haya prometido seriamente hacerlo.
Los pecados mortales no deben confundirse con los siete pecados capitales. Los últimos no son necesariamente pecados mortales; son pecados que conducen a otros pecados.
Tradicionalmente se ha identificado al pecado mortal con aquel pecado cuya comisión conlleva, por sí sola y dada su gravedad, la condena del alma, de modo que si pusiéramos al otro lado de la balanza todas las obras buenas que el sujeto haya podido realizar a lo largo de toda su vida no serían suficientes para obtener su salvación, salvo que logre el perdón por los medios que la Iglesia establece. No es que no se valoren las obras de toda una vida en su conjunto sino que éstas no suponen contrapeso suficiente para desvirtuar el desprecio grave a la voluntad de Dios y la intrínseca maldad que ello supone.
Es por ello que la interpretación que se dé a los preceptos canónicos requiere especial relevancia. Y, como en toda norma, caben distintos criterios interpretativos. La interpretación puede ser estricta, restrictiva o extensiva. La primera es la que se detiene en la literalidad de la norma (sin excluir ningún supuesto ni admitir supuestos análogos). La interpretación extensiva es la que tácitamente incluye supuestos análogos, con igual razón de ser, no contemplados por la norma en su literalidad. Y la restrictiva es aquella que entiende que deben excluirse algunos supuestos de hecho. Así, aunque la norma dice no matarás, puede ser lícito en caso de estado de guerra en ciertos casos (que la norma en su literalidad no prevé) o en defensa propia.

## La materia grave
El Catecismo de la Iglesia Católica contiene una lista de asuntos que pueden considerarse materia grave, aunque no es necesariamente una lista de todos los asuntos graves posibles:
- Aborto (2272)
- La adulación es una falta grave, si se hace cómplice de vicios o pecados graves de los otros.(2480)
- El adulterio (cuando dos personas, de las cuales al menos una de ellas está casada con otra persona, y estas tienen relaciones sexuales entre sí, cometen ambos adulterio. También mirar una mujer con deseo sexual es adulterio, en especial si quien incurre en ello está casado o ya tiene pareja.(2380)
- La blasfemia (puesta en circulación de odio, reproche, desafío o hablar mal de Dios, la Iglesia, los santos o las cosas sagradas. El asesinato en nombre de Dios es blasfemia) (2148)
- Estafar a un trabajador de su salario (retiene e impide su habilidad para sostener las necesidades básicas para él y su familia) "El salario justo es el fruto legítimo del trabajo. Negarlo o retenerlo puede constituir una grave injusticia". (2434)
- Omisión deliberada de la obligación del domingo (no ir a Misa el domingo y días de Precepto) (2181)
- La adivinación, la magia, la brujería, etc. (2117)
- El divorcio (a excepción de un cónyuge que es la víctima inocente de un divorcio que no se trate de obtener el divorcio a sí mismo) (2384-2386)
- El consumo de drogas (estupefacientes) y su distribución (2290 y 2291)
- Poner en peligro su propia seguridad y de otros por la embriaguez o el amor por la velocidad en el mar, en la carretera, o en el aire (2290)
- La envidia ("Se refiere a la tristeza a la vista del prójimo y el deseo desordenado de poseerlo, aunque injustamente cuando se desea un grave daño al prójimo es un pecado mortal:".) (2539)
- El egoísmo, ya que priva al prójimo de un bien material y/o espiritual. Provocando daño a su bienestar, restringiendo su libertad e impidiendo o dificultando su desarrollo personal y espiritual. Dañando en consecuencia a la sociedad en su conjunto. () () ( 1939)
- La eutanasia (2277)
- La ira extrema ("El deseo de venganza.", como la Enciclopedia Católica define. "Cuando se trata de conformidad con las prescripciones de la razón equilibrada, la ira no es un pecado. Es más bien una cosa loable y justificada con un celo adecuado. Se convierte en pecaminosa cuando se trató de vengarse de alguien que no ha merecido, o en un grado mayor de lo que se ha merecido, o en conflicto con las disposiciones de la ley, o por un motivo impropio. El pecado es la continuación, en un sentido general mortal como se opone a la justicia y la caridad. Puede, sin embargo, ser venial, porque la sanción que conlleve no es más que un insignificante uno o por falta de deliberación. Del mismo modo, la ira es pecado cuando hay una excesiva vehemencia en la pasión misma, ya sea interna o externamente. Por lo general es entonces considerado un pecado venial a menos que el exceso sea tan grande como para ir en contra en serio al amor de Dios o del prójimo ".) (2302)
- El falso testimonio y perjurio [El falso testimonio es una declaración pública en contra de la corte a la verdad. El perjurio es un falso testimonio bajo juramento. Condenar a los inocentes, exonerar a los culpables o aumentar la pena del acusado, están en contradicción con la justicia.] (2152 y 2476)
- Gula (una pasión desordenada de los apetitos mundanos (amor, excesiva de alimentos, cuando se pone seriamente en peligro su seguridad y la de los demás.) (2290)
- El odio a cualquier persona o desear deliberadamente a él o ella un gran daño (2303)
- El incesto (2388)
- Mentir ("La gravedad de la mentira se mide según la naturaleza de la verdad que deforma, según las circunstancias, las intenciones del que la comete, y el daño sufrido por sus víctimas. Si la mentira en sí sólo constituye un pecado venial, que llega a ser mortal cuando lesiona gravemente las virtudes de la justicia y la caridad ". Ergo, la calumnia sí puede ser considerada pecado mortal) (2482)
- El asesinato (homicidio doloso) (2268)
- La fornicación (unión carnal entre un hombre y una mujer fuera del matrimonio, en especial hacerlo de manera irresponsable) (2353)
- La prostitución (en especial si se trata de una persona que induzca a otra a hacerlo a la fuerza, en contra de su voluntad o a un menor de edad) (2355)
- La violación (2356)
- La negativa de las naciones ricas para ayudar a aquellos que son incapaces de garantizar los medios de su desarrollo por sí mismos (2439)
- El sacrilegio (profanar o tratar indignamente los sacramentos y acciones litúrgicas de la Iglesia, así como las cosas consagradas a Dios) (2120)
- El escándalo (una actitud o comportamiento que induce a otro a hacer pecados graves) (2284)
- El suicidio (2281)
- El terrorismo que amenaza, hiere y mata sin discriminación (2297)
- Apuestas desleales y tramposos en los juegos (el robo) (Estos no son mortales si el daño causado es tan pequeño que quien la padece no pueda razonablemente considerarlo significativo) (2413 y 2434)

Los teólogos dividen los pecados mortales en dos categorías según su gravedad:
1. Los que siempre son mortales (ex toto genere suo): aquellos que no admiten parvedad de materia. Todos los pecados de este tipo son siempre mortales cuando se hacen con perfecta advertencia y consentimiento. Ejemplo: idolatría, herejía, blasfemia e impureza.
2. Los que son mortales, pero no siempre (ex genere suo): se refieren a asuntos que en sí están totalmente prohibidas, pero que admiten parvedad de materia. Por más que haya violación deliberada de la ley, si hay solamente materia leve, no van más allá de ser pecado venial. Ejemplo: el hurto está gravemente prohibido, pero no es pecado mortal si se hurta alguna cosa o cantidad insignificante.

El teólogo y moralista José María Morán Álvarez explica estos conceptos con mayor detalle y ejemplos concretos:
- Los pecados leves ex genere suo son aquellos que en su materia nunca son graves si no es que los acompaña exteriormente alguna circunstancia que los vuelve mortales. Por ejemplo, las palabras ociosas y mentiras oficiosas. Estos pecados se convierten en mortales per accidens, es decir, dependiendo del objetivo que se tiene al cometerlos, el escándalo que generan en el prójimo, el desprecio formal de la otra persona, la conciencia errónea y demás.
- Pecados mortales ex genere suo, en cambio, son los que, sin que tengan ninguna circunstancia exterior que los acompañe, dentro de los límites de su materia pueden ser mortales: hurto, detracción o mentira perniciosa, entre otros. Pueden ser leves, sin embargo, cuando se comete pecado en materia leve, como hurto de algo pequeño, mentir en perjuicio leve de otro y demás.
- Los pecados mortales in toto genere suo son los pecados que por materia no admiten parvedad, si hay libertad, advertencia suficiente y consentimiento perfecto. Por ejemplo: herejía, odio de Dios, blasfemia, perjurio, lujuria, etc. Esas materias siempre son graves, pues contienen irreverencia contra Dios, repugnancia al fin de la ley, desprecio del legislador, repugnancia a la dignidad humana o el peligro mismo que encierran.